# Agne Simonsson
Agne Simonsson (19. říjen 1935 – 22. září 2020) byl švédský fotbalista. Hrával na pozici útočníka.
Se švédskou fotbalovou reprezentací získal stříbrnou medaili na mistrovství světa 1958. Na šampionátu dal čtyři branky, jednu i ve finále, čímž výrazně přispěl k tomuto nečekanému švédskému úspěchu. Celkem za národní tým odehrál 51 utkání a vstřelil v nich 27 gólů.
Takřka celou svou kariéru strávil ve švédském klubu Örgryte IS. Výjimkou jsou dvě sezóny, kdy se zkoušel prosadit ve Španělsku (rok v Realu Madrid, rok v San Sebastianu), což se mu ale příliš nepodařilo, ve španělské lize dal jen 8 branek. Naopak ve švédské 105 ve 162 zápasech.
Roku 1959 byl vyhlášen nejlepším fotbalistou Švédska. V anketě Zlatý míč, která hledala nejlepšího fotbalistu Evropy, skončil ve stejném roce pátý.
Po skončení hráčské kariéry se stal trenérem. Nejdéle vedl Örgryte IS (1971–1972, 1963–1970), trénoval i BK Häcken (1977–1982) a řecký Iraklis Soluň (1988–1990).